# Wood Harris
Wood Harris, född Sherwin David Harris 17 oktober 1969 i Chicago, Illinois, är en amerikansk skådespelare. Han är känd från bland annat tv-serien The Wire där han spelar rollfiguren Avon Barksdale.

## Filmografi i urval
- 1997 – Livet från den ljusa sidan
- 2000 – Remember the Titans
- 2002–2008 – The Wire (TV-serie)
- 2012 – Dredd
- 2015 – Ant-Man
- 2015 – Creed
- 2017 – Blade Runner 2049
- 2023 – Creed III
- 2025 – Forever (TV-serie)
- 2025 – One Battle After Another